# Acacus
Az Acacus a rovarok (Insecta) osztályának a botsáskák (Phasmatodea) rendjébe, ezen belül a Diapheromeridae családjába és a Necrosciinae alcsaládjába tartozó nem.

## Rendszerezés
A nembe az alábbi fajok tartoznak:
- Acacus braggi
- Acacus rufipectus
- Acacus sarawacus